# Woodnewton
Woodnewton is een civil parish in het bestuurlijke gebied East Northamptonshire, in het Engelse graafschap Northamptonshire met 450 inwoners.